# الزورت واینز
 الزورت واینز (انگلیسی: Ellsworth Vines؛ زاده ۲۸ سپتامبر ۱۹۱۱ درگذشته ۱۷ مارس ۱۹۹۴) یک تنیس‌باز، و گلف‌باز اهل ایالات متحده آمریکا بود.